# Залусский, Сергей Лаврентьевич
Сергей Лаврентьевич Залусский (род. 21 января 1934, Украинская ССР) — советский борец классического (греко-римского) стиля, мастер спорта СССР (1956), чемпион СССР.

## Биография
Тренировался под руководством заслуженного тренера СССР Михаила Мирского. В 1955 году стал победителем молодёжного первенства СССР. Победитель первенства профсоюзов (1957—1958). 13-кратный чемпион Белорусской ССР (1955—1967).
На чемпионатах СССР выступал 11 раз. Чемпион СССР 1960 года. В составе сборной БССР был победителем командного Кубка СССР (1960).
Закончил Белорусский государственный институт народного хозяйства имени В. В. Куйбышева. Работал в сфере торговли, а также тренером.